# جماعة العنقاء

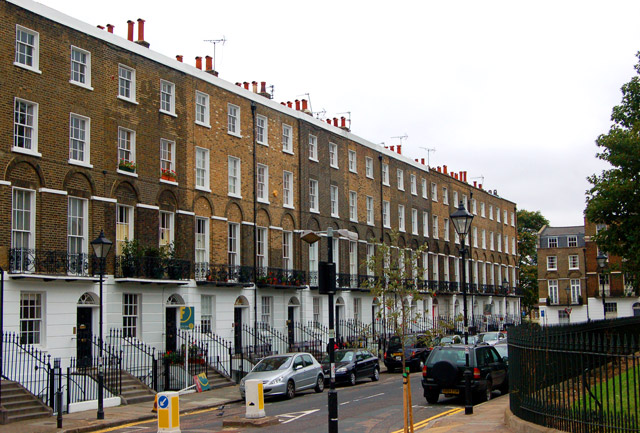
هذه الصورة مرتبطة بجماعة العنقاء

جماعة العنقاء أو نظام العنقاء (بالإنجليزية: The Order of the Pheonix)‏ جماعة خيالية في سلسلة هاري بوتر للمؤلفة البريطانية ج. ك. رولنغ، أسسها ألباس دمبلدور في السبعينيات ويضم عدداً من المقاتلين ضد السحر الأسود بهدف القضاء على تنظيم أكلة الموت وزعيمه لورد فولدمورت.

## الموجز
قبل أن تبدأ سلسلة هاري بوتر ـ عندما يعلن اللورد فولدمورت الحرب على عالم السحرـ يحاول ألباس دمبلدور مدير مدرسة هوغورتس في السحر والشعوذة والمواطن البارز والقوي في عالم السحر السيطرة على الوضع من خلال تأسيس جماعة العنقاء. تنضم شخصيات عديدة إلى الجماعة سعياً منها إلى منع فولدمورت من الاستيلاء على عالم السحر وإقامة نظام عالمي جديد مستبد. وخلال هذه الفترة، وقبل أحداث «هاري بوتر وحجر الفيلسوف» تتكبد الجماعة خسائر فادحة بما في ذلك قتل شخصيات بسيطة مثل بريويتس وذي بونس وذي ماكينونز. كما يجري تعذيب اللونكبوتومس إلى حد الجنون على أيدي بيلاتريكس ليسترانج.
تنتهي سطوة الذعر الأول لفولدمورت بعد مقتل جيمس وليلي بوتر وفشل محاولة اغتيال ابنهما هاري بوتر في بداية السلسلة. ويعود الأمر إلى ما كان عليه من السحر الذي قلل بشدة من سلطات فولدمورت ونتيجة لذلك، تُحل الجماعة مؤقتًا بسبب عدم وجود أي تهديد آخر.
عندما يفيد هاري بأن فولدمورت قد عاد، عند نهاية «هاري بوتر وكأس النار»، يعيد دمبلدور تنشيط الجماعة. ويعود العديد من الأعضاء الأصليين وسرعان ما ينضم إليهم مجندون يحلون محل الذين ماتوا في أثناء النزاع الأول.
تنشئ الجماعة مقرها الرئيسي في «المركز الثاني عشر، غريموولد بليس» وهو منزل أسرة سيرياس بلاك خلال الفترة الفاصلة بين الكتابين الرابع والخامس في السلسلة. يكون دمبلدور أمين السر للجماعة، بمعنى أنه وحده القادر على كشف موقع مقر الجماعة للآخرين. يؤدي موت دمبلدور في الكتاب السادس إلى جعل الموقع عرضة للخطر ويجري التخلي عنه لصالح منزل الجحر (منزل عائلة ويزلي) نتيجة لذلك.
تقود الجماعة معركة ضد فولدمورت في الدفعة الخامسة بينما يرفض وزير السحر قبول عودة فولدمورت. في «هاري بوتر وجماعة العنقاء» يأخذ بعض أعضاء الجماعة دورهم في حراسة نبوءة سيبيل تريلاوني التي تشير إلى سقوط فولدمورت ودور هاري في هزيمته. يكون روبياس هاجريد حارس حديقة هوغورتس وعضوًا أصيلًا في الجماعة مصحوبًا بأولمبي ماكسيم في محاولة لتجنيد العمالقة في قضية الجماعة. يشارك أيضًا بعض الأعضاء في معركة في قسم الألغاز عند نهاية الكتاب الخامس. يقوم أعضاء الجماعة بدوريات في هوغورتس، مدرسة السحر، في ليلة وفاة دمبلدور في فيلم الأمير الهجين، حيث يقومون بمحاربة «أكلة الموت» الذين يتمكنون من دخول القلعة.
في نهاية السلسلة، يتحول الانتباه إلى مرافقة الهدف الرئيسي لأكلة الموت، هاري بوتر، من منزله الصيفي مع درسلي إلى منزل الجحر (منزل عائلة ويزلي). وفي وقت لاحق من الرواية وبعد نجاح فولدمورت في تولي الوزارة، يستضيف بعضَ أعضاء الجماعة «بوتيرواتش» وهو برنامج سري لراديو القراصنة يقدم الأخبار عن عالم السحرة الذي لم يكن نظام حكم فولدمورت يريد أن يعرف عامة السكان عنه. خلال ذروة الكتاب، يقاتل معظم الجماعة -وبمساعدة من جيش دمبلدور وفريق هوغورتس والطلاب الأكبر سنًا من بينهم أفراد منزل سليذرين- ضد أكلة الموت في معركة هوغورتس والتي يفقد فيها العديد من أعضاء الجماعة وغيرهم من الحلفاء حياتهم.

## أعضاء الجماعة

### الأعضاء الأصليون
كانت الشخصيات التالية أعضاء في جماعة العنقاء في أثناء الصعود الأول للورد فولدمورت إلى السلطة وعدة سنوات قبل الأحداث الرئيسية لسلسلة هاري بوتر. وقد عمل العديد من هذه الشخصيات فيما بعد كأعضاء في الجماعة التي أعيد إحيائها.
| الشخصية         | الإنجازات والعمليات |
| --------------- | --- |
| سيرياس بلاك     | ألقيت عليه تهمة قتل بيتر بيتيغرو وإفشاء سر مكان جيمس وليلي بوتر للورد فولدمورت والذين أدى إلى مقتلهما وقتل اثني عشر شخصا من العامة شهدوا مواجهتهم في الشوارع، لذا احتُجز في أزكابان دون محاكمة حتى فراره بعد اثني عشر عامًا، تُعرض خلالُها خيانة بيتيغرو لابنه الروحي هاري بوتر. يعود للخدمة في الجماعة الجديدة ويساعد في هزيمة اثنين من أكلة الموت في المعركة. يقتل على يد ابنة عمه بيلاتريكس ليسترانج في معركة داخل قسم الألغاز. |
| إدغار بونز      | قتل مع زوجته وأطفاله من قبل أكلة الموت خلال حرب السحرة الأولى. كان إدغار بونز شقيق رئيسة قسم إنفاذ القانون السحري، إميليا بونز. ابنة أخيه سوزان بونز، طالبة في هافلباف في سنة هاري في هوغورتس وعضو في جيش دمبلدور. |
| كارادوك ديربورن | فُقد في أثناء حرب السحرة الأولى؛ يفترض أنه قتل من قبل أكلة الموت. |
| ديدالوس ديغل    | التقى بهاري عدة مرات قبل أن يكشف أنه كان عضوًا في جماعة العنقاء. وكان ديغل جزءًا من الحرس المتقدم الذي ساعد هاري على الفرار من منزل درسلي في الكتاب الخامس. وفي الجزء الأخير من السلسلة، يساعد في نقل درسلي إلى منطقة محمية. يقوم أكلة الموت بحرق بيته فيما بعد في غارة, ولكن لا يُصب ديغل بأذى. لعب دور ديغل ديفيد بريت في الفيلم المقتبس لحجر الفيلسوف.                                                                         |
| الفياس دوغ      | زميل المدرسة لدمبلدور. كتب نبأ لدمبلدور في ذا ديلي ودافع علانية عن نزاهة دمبلدور في الجزء النهائي من السلسلة. كان أيضًا جزءًا من الحرس المتقدم في الكتاب الخامس. في جماعة العنقاء لعب دور دوغ بيتر كارترايت ولكن حل محله ديفيد رايل في هاري بوتر ومقدسات الموت. |
| أبرفورذ دمبلدور | شقيق ألباس دمبلدور. نادل في حانة رأس الخنزير في هوجسميد وعضو في الجماعة التي أعيد إحياؤها. قادر على الحصول على معلومات مفيدة للمجموعة بسبب موقعه. ساعد هاري في تجنب أكلة الموت باصطحابه رون ويزلي وهيرميون غرانجر إلى البار الخاص به والدخول إلى هوغورتس في مقدسات الموت. أرسل دوبي لإنقاذ هاري ورون وهيرميوني وغيرهم من السجناء من قبو مزرعة مالفوي. كما ساعد في الدفاع عن المدرسة خلال معركة هوغورتس وهزم أوغسطس روكوود.     |
| ألباس دمبلدور   | مؤسس الجماعة الأصلي ومجددها مرة أخرى بعد عودة فولدمورت إلى السلطة. ناظر هوغورتس لعدة عقود. يعتبر أعظم ساحر في وقته، كما كان الساحر الوحيد الذي يخشاه فولدمورت على الإطلاق. مالك العصا الكبرى. قتل بواسطة سناب بناء على طلبه الخاص. |
| بينجي فينويك    | فُجّر إلى أشلاء من قبل أكلة الموت. ولم تُسترد سوى "أجزاء منه". |
| أرابيلا فيج     | سيدة مسنة سكويب، جندها دمبلدور لمراقبة هاري في أثناء طفولته من منزلها في الحي الذي يقطنه. خدمت في الجماعة الذي أعيد إحياؤها. |
| مندنغس فليتشر   | اللص والجاسوس الذي ساعده دمبلدور ذات مرة "من الخروج من مأزق" وفي المقابل أبقى دمبلدور على علم بالأشياء التي كان سيسمعها من العنصر الإجرامي في عالم السحرة. كان عضوًا مترددًا في الجماعة التي أرسلت لاستعادة هاري في مقدسات الموت وخائفًا عندما لاحقه فولدمورت إلى مكان مجهول. ترك ألاستور مودي ليلقى حتفه على يد فولدمورت. |
| روبياس هاغريد   | حارس المفاتيح والأراضي في هوغورتس ومسؤول الرعاية المؤقتة لمعلم المخلوقات السحرية. وقد تم تكليفه بمهمة إنقاذ هاري من منزل بوتر المدمر في جودريك هولو في عيد الهالوين 1981 وجلبه على دراجة نارية سيريوس الطائرة إلى منزل درسلي. خدم في الجماعة الذي أعيد إحياؤها. وخلال الهروب من درسلي، كاد هاري وهاغريد أن يُقتلا في تحطم الدراجة الطائرة.                                                                                      |

### أعضاء آخرون
الأعضاء الأصليون
القائمة التالية تضم أعضاء المنظمة التي أنشأت عند ظهور لورد فولدمورت لأول مرة. معظم الأعضاء عادوا ليشكلوا الجماعة الجديدة.
- سيرياس بلاك : قتل
- إدغار بونز: قتل مع عائلته، شقيق إيميليا بونز وعم سوزان بونز، طالبة هفلبف في سنة هاري.
- كارادوك ديربورن: مفقود.
- ديدالوس ديغل.
- الفياس دوغ.
- أبرفورذ دمبلدور.
- ألباس دمبلدور: قتل علي يد سيفروس سنيب.
- بينجي فينويك: فجر إلى قطع.
- أرابيلا فيج.
- مندنغس فليتشر: هرب.
- روبياس هاغريد.
- فرانك وأليس لونغبوتوم: عذبا حتى الجنون.
- ريموس لوبين: قتل.
- منيرفا مكغونغال
- مارلين ماكينون: قتلت مع عائلتها.
- دوركاس ميدويس: قتل.
- ألاستور مودي: قتل.
- بيتر بيتيغرو: قتل.
- ستورغيس بودمور.
- جيمس وليلي بوتر قتلا علي يد فولدمورت
- فابيان وغيدوين بريويت: أخوا مولي ويزلي، قتلا.
- سيفروس سناب: قتل.
- إيميلين فانس: قتلت.

أعضاء الجماعة الجديدة
هؤلاء الأعضاء انضموا بعد عودة لورد فولدمورت في نهاية هاري بوتر وكأس النار.
- فلورا ديلاكور.
- هيستيا جونز.
- كينغسلي شاكلبولت.
- نيمفادورا تونكس.
- آرثر ويزلي.
- مولي ويزلي.
- بيل ويزلي.
- تشارلي ويزلي.
- فريد ويزلي.
- جورج ويزلي.